# جب القصب
جب القصب قرية سورية تتبع ناحية سنجار في منطقة معرة النعمان في محافظة إدلب. بلغ عدد سكانها 293 نسمة في عام 2004 حسب إحصاء المكتب المركزي للإحصاء.